# نهر أدان
نهر أدان (بالمراثية: अडाण नदी) هو نهر يقع مقاطعة واشيم، ماهاراشترا، الهند ورافد رئيسي لنهر بينجانغا.